# 福島県立医科大学附属病院
福島県立医科大学附属病院（ふくしまけんりついかだいがくふぞくびょういん）は、福島県福島市光が丘1に所在する、公立大学法人福島県立医科大学が設置する大学病院である。周辺地域では「医大病院」と通称される。
病院の基本理念は「当病院は、健康を支える医療・心温まる医療を目指して県民と共に歩みます。」

## 概要
特定機能病院、福島県がん診療連携拠点病院・災害拠点病院であり、同県北部地方の救命救急センターとしての役割を持つ。日本第3位の面積と過疎地域を抱える県の中核病院として、平成20年（2008年）よりドクターヘリを運用している。
また原子力発電産業が県東部に立地するため、原子力事故緊急医療施設を有する。
2015年（平成27年）8月26日に全国の被曝医療態勢の整備を支援する「原子力災害医療・総合支援センター」と、
事故発生時に大量被曝患者の治療や他の医療機関を指導を行って原子力災害時の被曝医療の中心になる「高度被ばく医療支援センター」に指定された。
1,500名を超えるスタッフが、1日あたり平均外来数は1,300人を超え1日平均600人を超える入院患者（平成28年度）へ対応している。

## 沿革
- 1951年（昭和26年）4月 - 旧福島県立女子医学専門学校附属病院が福島県立医科大学附属病院となる
- 1987年（昭和62年）6月 - 福島県立医科大学附属病院（新病院）開業（現在地の福島市光が丘に移転）
- 1995年（平成7年）4月 - 特定機能病院承認、新生児集中治療部新設
- 1998年（平成10年）4月 - 看護学部設置により、福島県立医科大学医学部附属病院となる
- 2001年（平成13年）3月 - 被ばく医療施設を新設
- 2002年（平成14年）年4月 - 総合周産期母子医療センターを開設
- 2003年（平成15年）6月 - 電子カルテシステム稼働
- 2005年（平成17年）4月 - 病院病診連携事業／後期研修（専門医養成コース）制度開始
- 2006年（平成18年）4月 - 公立大学法人福島県立医科大学が設置する附属病院となる
- 2008年（平成20年）1月 - 救命救急センター新設、ドクターヘリ運航開始
- 2013年（平成25年）
  - 3月22日 - 山形県ドクターヘリ（基地病院：山形県立中央病院）と広域連携協定を締結
  - 10月30日 - 山形県ドクターヘリに加え、新潟県ドクターヘリ（基地病院：新潟大学医歯学総合病院）と三県で広域連携協定を締結
- 2014年（平成26年）6月1日 - 茨城県ドクターヘリ（基地病院：国立病院機構水戸医療センター・水戸済生会総合病院）と広域連携協定を締結。これにより県内塙町・矢祭町において福島県からドクターヘリ出動ができない場合、茨城県ドクターヘリを要請できるようになった
- 2017年（平成29年）4月1日 - 宮城県ドクターヘリ（基地病院：独立行政法人国立病院機構仙台医療センター・国立大学法人東北大学病院）と広域連携協定を締結

出典・

## 診療科
- 循環器内科
- 血液内科
- 消化管内科
- リウマチ膠原病内科
- 腎臓・高血圧内科
- 糖尿病・内分泌代謝内科
- 脳神経内科
- 呼吸器内科
- 漢方内科
- 甲状腺･内分泌外科
- 腫瘍内科
- 総合内科
- 呼吸器外科
- 消化管外科
- 肝胆膵・移植外科
- 乳腺外科
- 小児外科
- 脳神経外科
- 整形外科
- 心臓血管外科
- 形成外科
- 産科
- 婦人科
- 小児科
- 小児腫瘍内科
- 眼科
- 皮膚科
- 泌尿器科・副腎内分泌外科
- 耳鼻咽喉科・頭頸部外科
- 心身医療科
- 放射線科
- 放射線治療科
- 核医学科
- 麻酔・疼痛緩和科
- 病理診断科
- 歯科口腔外科
- 救急科
- リハビリテーション科

出典・

## 中央診療施設・内部組織
- 医療安全管理部
- 感染制御部
- 医療情報部
- 患者サポートセンター
- 検査部
- 放射線部
- 手術部
- 集中治療部
- 総合周産期母子医療センター（母胎・胎児部門）
- 総合周産期医療センター（新生児部門）
- 病理部
- 輸血・移植免疫部
- 地域・家庭医療部
- 内視鏡診療部
- 遺伝診療部
- がんゲノム医療診療部
- リハビリテーションセンター
- 救命救急センター
- 臨床腫瘍センター
- 臨床工学センター
- 材料部
- 臨床研究教育推進部
- 人工透析センター
- 痛み緩和医療センター
- 甲状腺・内分泌センター
- 中央採血室
- 性差医療センター
- 臨床研究センター
- 看護部
- 薬剤部
- 栄養管理部
- こどもの心診療センター

出典・

## 医療機関の指定等
- 特定機能病院承認（1995年4月1日）
- 日本医療機能評価機構認定（2013年3月1日）
- 特定救急認定（2011年2月12日）
- 災害拠点病院選定（1996年11月29日）
- 都道府県がん診療連携拠点病院指定（2015年4月1日）
- 福島県エイズ治療拠点病院指定（2011年1月1日）
- 肝疾患診療連携拠点病院（2009年8月1日）
- 高度救命救急センター指定（2012年3月30日）
- 高度被ばく医療支援センター、原子力災害医療・総合支援センター指定（2015年8月26日[8]）

## アクセス
病院公式サイトも参照。
- 福島駅東口から
  - 車で約20分（約10km）
  - 福島交通バス「医大」「医大経由二本松」「医大経由飯野町」行きバスに乗車、「医大病院前」下車
- 東北自動車道
  - 「福島松川スマートIC」より福島県道52号土湯温泉線
  - 「福島西IC」より国道4号福島南バイパス経由で医大方面へ